# Riocreuxia flanaganii
Riocreuxia flanaganii är en oleanderväxtart som beskrevs av Rudolf Schlechter. Riocreuxia flanaganii ingår i släktet Riocreuxia och familjen oleanderväxter. Inga underarter finns listade i Catalogue of Life.